# Pilsley, Derbyshire Dales
Pilsley är en ort och civil parish i Storbritannien.  Den ligger i distriktet Derbyshire Dales i grevskapet Derbyshire i England, i den södra delen av landet, 220 km nordväst om huvudstaden London. Antalet invånare är 152.